# Linia kolejowa Madrid – Sevilla
Szybka kolej Madryt-Sewilla – hiszpańska linia kolei dużej prędkości o długości 472 km między Madrytem a Sewillą. Jest to pierwsza linia dużej prędkości w Hiszpanii. Otwarcie linii miało miejsce 21 kwietnia 1992. Linia jest przystosowana do prędkości 300 km/h. Czas podróży między tymi dwoma punktami końcowymi został zmniejszony o ponad połowę.
W Kordobie linia rozgałęzia się w kierunku południowym do Malagi.